# Волошин Ілля Ярославович
Ілля Ярославович Волошин (нар. 15 січня 2007, Новомосковськ, Дніпропетровська область, Україна) — український футболіст, воротар іспанського клубу «Реал Мадрид C».

## Клубна кар'єра
Народився 15 січня 2007 року в Новомосковську. Футболом розпочав займатися у Дніпрі, з 2020 по 2022 рік грав за дніпровські «Інтер» та ДВУФК. У 2019 році провів 1 поєдинок у чемпіонаті Дніпра. 25 квітня 2022 року через російське вторгнення в Україну переїхав до Іспанії. Однак його мати не змогла переїхати з Іллею.
У 2022 році приєднався до академії іспанського клубу «Новелда», а 2023 року — до академії «Денії». Того ж року приєднався до академії іспанського «Райо Махадаонда». Шість місяців по тому перейшов до молодіжної академії представника Ла-Ліги мадридського «Реалу», а в 2025 році переведений до третьої команди клубу. Іспанський новинний веб-сайт DAZN у 2024 році написав, що Волошин був «одним з найперспективніших воротарів на європейській арені».

## Кар'єра в збірній
У футболці юнацької збірної України (U-16) дебютував 10 травня 2023 року в програному (2:4, по пенальті) поєдинку проти Словаччини. Ілля вийшов на поле на 67-й хвилині замість Олександра Петренка. У березні 2024 року провів 1 поєдинок за юнацьку збірну України (U-17) в кваліфікації чемпіонату Європи, проти Словаччини.
У футболці юнацької збірної України (U-20) дебютував 22 березня 2025 року в переможному (1:0) товариському поєдинку проти молодіжної збірної Північної Ірландії. Волошин вийшов на поле на 46-й хвилині замість Максима Воронова.

## Стиль гри
Виступає на позиції воротаря, лівоногий гравець. Іспанська газета Diario AS написала у 2024 році, що він «поєднує значні розміри... та видатну роботу ніг».